# Cochranella mache
Cochranella mache es una especie  de anfibio anuro de la familia Centrolenidae. Es endémica de la cordillera Mache-Chindul en la provincia de Esmeraldas (Ecuador). Habita cerca de arroyos en bosques tropicales entre los 100 y los 510 m de altitud. Se encuentra en peligro de extinción debido a su reducida área de distribución y a la deforestación de los bosques en que habita.